# Же (Каталонія)
Же (кат. Ger, вимова літературною каталанською [ʒe]) — муніципалітет, розташований в Автономній області Каталонія, в Іспанії. Код муніципалітету за номенклатурою Інституту статистики Каталонії - 170789. Знаходиться у районі (кумарці) Башя-Сарданья (коди району - 15 та CD) провінції Жирона, згідно з новою адміністративною реформою перебуватиме у складі баґарії (округи) Ал-Пірінеу і Баль-д'Аран. 

## Назва муніципалітету
Етимологія слова невідома. Можливо має той самий корінь, що і місто Жирона.

## Населення
Населення міста (у 2007 р.) становить 449 осіб (з них менше 14 років - 13,4%, від 15 до 64 - 70,6%, понад 65 років - 16,0%). У 2006 р. народжуваність склала 4 особи, смертність — 1 особа, зареєстровано 3 шлюби. У 2001 р. активне населення становило 181 особа, з них безробітних — 5 осіб.

Серед осіб, які проживали на території міста у 2001 р., 351 народилися в Каталонії (з них 184 особи у тому самому районі, або кумарці), 19 осіб приїхало з інших областей Іспанії, а 3 особи приїхали з-за кордону. 

Вищу освіту має 17,4% усього населення. 

У 2001 р. нараховувалося 151 домогосподарство (з них 38,4% складалися з однієї особи, 21,2% з двох осіб,14,6% з 3 осіб, 15,2% з 4 осіб, 6,0% з 5 осіб, 3,3% з 6 осіб, 0,0% з 7 осіб, 0,7% з 8 осіб і 0,7% з 9 і більше осіб).

Активне населення міста у 2001 р. працювало у таких сферах діяльності : у сільському господарстві - 18,2%, у промисловості - 11,9%, на будівництві - 10,8% і у сфері обслуговування — 59,1%. 

 У муніципалітеті або у власному районі (кумарці) працює 126 осіб, поза районом - 63 особи.

### Безробіття
У 2007 р. нараховувалося 6 безробітних (у 2006 р. — 5 безробітних), з них чоловіки становили 33,3%, а жінки — 66,7%.

## Економіка

### Підприємства міста

#### Промислові підприємства
| \| Промислові підприємства міста, за сферою діяльності \| Промислові підприємства міста, за сферою діяльності \| Промислові підприємства міста, за сферою діяльності \| \| Рік \| 2002 р. \| 2001 р. \| \| --------------------------------------------------- \| --------------------------------------------------- \| --------------------------------------------------- \| \| Енергетичні та водні ресурси \| 0,0% \| 0,0% \| \| Хімія та метали \| 0,0% \| 0,0% \| \| Переробка металів \| 100,0% \| 100,0% \| \| Продукти харчування \| 0,0% \| 0,0% \| \| Текстиль \| 0,0% \| 0,0% \| \| Виробництво меблів, видання \| 0,0% \| 0,0% \| \| Інше \| 0,0% \| 0,0% \| \| Усього підприємств \| 2 \| 2 \| |         |         |
| Промислові підприємства міста, за сферою діяльності |         |         |
| Рік | 2002 р. | 2001 р. |
| Енергетичні та водні ресурси | 0,0%    | 0,0%    |
| Хімія та метали | 0,0%    | 0,0%    |
| Переробка металів | 100,0%  | 100,0%  |
| Продукти харчування | 0,0%    | 0,0%    |
| Текстиль | 0,0%    | 0,0%    |
| Виробництво меблів, видання | 0,0%    | 0,0%    |
| Інше | 0,0%    | 0,0%    |
| Усього підприємств | 2       | 2       |

#### Роздрібна торгівля
| \| Підприємства роздрібної торгівлі міста, за сферою діяльності \| Підприємства роздрібної торгівлі міста, за сферою діяльності \| Підприємства роздрібної торгівлі міста, за сферою діяльності \| \| Рік \| 2002 р. \| 2001 р. \| \| ------------------------------------------------------------ \| ------------------------------------------------------------ \| ------------------------------------------------------------ \| \| Продукти харчування \| 71,4% \| 71,4% \| \| Одяг та взуття \| 0,0% \| 0,0% \| \| Товари для дому \| 0,0% \| 0,0% \| \| Книги та періодичні видання \| 0,0% \| 0,0% \| \| Промислова хімічна продукція \| 14,3% \| 14,3% \| \| Продукція, пов'язана з транспортними засобами \| 0,0% \| 0,0% \| \| Інше \| 14,3% \| 14,3% \| \| Усього підприємств \| 7 \| 7 \| |         |         |
| Підприємства роздрібної торгівлі міста, за сферою діяльності |         |         |
| Рік | 2002 р. | 2001 р. |
| Продукти харчування | 71,4%   | 71,4%   |
| Одяг та взуття | 0,0%    | 0,0%    |
| Товари для дому | 0,0%    | 0,0%    |
| Книги та періодичні видання | 0,0%    | 0,0%    |
| Промислова хімічна продукція | 14,3%   | 14,3%   |
| Продукція, пов'язана з транспортними засобами | 0,0%    | 0,0%    |
| Інше | 14,3%   | 14,3%   |
| Усього підприємств | 7       | 7       |

#### Сфера послуг
| \| Підприємства міста, що працюють у сфері послуг, за діяльністю \| Підприємства міста, що працюють у сфері послуг, за діяльністю \| Підприємства міста, що працюють у сфері послуг, за діяльністю \| \| Рік \| 2002 р. \| 2001 р. \| \| ------------------------------------------------------------- \| ------------------------------------------------------------- \| ------------------------------------------------------------- \| \| Гуртова торгівля \| 0,0% \| 0,0% \| \| Готелі та готельний бізнес \| 31,6% \| 35,3% \| \| Транспорт та зв'язок \| 0,0% \| 0,0% \| \| Посередницькі фінансові послуги \| 0,0% \| 0,0% \| \| Послуги підприємствам \| 15,8% \| 11,8% \| \| Послуги фізичним особам \| 26,3% \| 29,4% \| \| Нерухомість та ін. \| 26,3% \| 23,5% \| \| Усього підприємств \| 19 \| 17 \| |         |         |
| Підприємства міста, що працюють у сфері послуг, за діяльністю |         |         |
| Рік | 2002 р. | 2001 р. |
| Гуртова торгівля | 0,0%    | 0,0%    |
| Готелі та готельний бізнес | 31,6%   | 35,3%   |
| Транспорт та зв'язок | 0,0%    | 0,0%    |
| Посередницькі фінансові послуги | 0,0%    | 0,0%    |
| Послуги підприємствам | 15,8%   | 11,8%   |
| Послуги фізичним особам | 26,3%   | 29,4%   |
| Нерухомість та ін. | 26,3%   | 23,5%   |
| Усього підприємств | 19      | 17      |

## Житловий фонд
У 2001 р. 3,3% усіх родин (домогосподарств) мали житло метражем до 59 м2, 26,5% - від 60 до 89 м2, 39,1% - від 90 до 119 м2 і
31,1% - понад 120 м2.

З усіх будівель у 2001 р. 14,2% було одноповерховими, 68,2% - двоповерховими, 16,1
% - триповерховими, 1,4% - чотириповерховими, 0,0% - п'ятиповерховими, 0,0% - шестиповерховими,
0,0% - семиповерховими, 0,0% - з вісьмома та більше поверхами.

## Автопарк
| \| Автомобілі, зареєстровані у місті, за призначенням \| Автомобілі, зареєстровані у місті, за призначенням \| Автомобілі, зареєстровані у місті, за призначенням \| \| Рік \| 2006 р. \| 2005 р. \| \| -------------------------------------------------- \| -------------------------------------------------- \| -------------------------------------------------- \| \| Приватні автомобілі \| 53,0% \| 52,4% \| \| Мотоцикли \| 10,5% \| 9,6% \| \| Вантажівки \| 32,1% \| 34,0% \| \| Трактори \| 0,0% \| 0,0% \| \| Автобуси та ін. \| 4,5% \| 4,0% \| \| Усього автомобілів \| 421 шт. \| 397 шт. \| |         |         |
| Автомобілі, зареєстровані у місті, за призначенням |         |         |
| Рік | 2006 р. | 2005 р. |
| Приватні автомобілі | 53,0%   | 52,4%   |
| Мотоцикли | 10,5%   | 9,6%    |
| Вантажівки | 32,1%   | 34,0%   |
| Трактори | 0,0%    | 0,0%    |
| Автобуси та ін. | 4,5%    | 4,0%    |
| Усього автомобілів | 421 шт. | 397 шт. |

## Вживання каталанської мови
У 2001 р. каталанську мову у місті розуміли 98,9% усього населення (у 1996 р. - 100,0%), вміли говорити нею 92,4% (у 1996 р. - 
97,5%), вміли читати 87,2% (у 1996 р. - 87,6%), вміли писати 68,1
% (у 1996 р. - 74,9%). Не розуміли каталанської мови 1,1%.

## Політичні уподобання
У виборах до Парламенту Каталонії у 2006 р. взяло участь 221 особа (у 2003 р. - 236 осіб). Голоси за політичні сили розподілилися таким чином:
| \| Вибори до Парламенту Каталонії \| Вибори до Парламенту Каталонії \| Вибори до Парламенту Каталонії \| \| Рік \| 2006 р. \| 2003 р. \| \| -------------------------------------- \| ------------------------------ \| ------------------------------ \| \| Конвергенція та Єднання (CiU) \| 62,0% \| 54,7% \| \| Соціалістична партія Каталонії (PSC) \| 9,5% \| 7,2% \| \| Народна партія (PP) \| 3,2% \| 6,8% \| \| Ініціатива за Каталонію — Зелені (ICV) \| 1,4% \| 0,8% \| \| Республіканська лівиця Каталонії (ERC) \| 23,1% \| 30,5% \| \| Громадяни — Громадянська партія (C's) \| 0,0% \| 0,0% \| \| Інші \| 0,9% \| 0,0% \| |         |         |
| Вибори до Парламенту Каталонії |         |         |
| Рік | 2006 р. | 2003 р. |
| Конвергенція та Єднання (CiU) | 62,0%   | 54,7%   |
| Соціалістична партія Каталонії (PSC) | 9,5%    | 7,2%    |
| Народна партія (PP) | 3,2%    | 6,8%    |
| Ініціатива за Каталонію — Зелені (ICV) | 1,4%    | 0,8%    |
| Республіканська лівиця Каталонії (ERC) | 23,1%   | 30,5%   |
| Громадяни — Громадянська партія (C's) | 0,0%    | 0,0%    |
| Інші | 0,9%    | 0,0%    |

У муніципальних виборах у 2007 р. взяло участь 246 осіб (у 2003 р. - 253 особи). Голоси за політичні сили розподілилися таким чином:
| \| Муніципальні вибори \| Муніципальні вибори \| Муніципальні вибори \| \| Рік \| 2007 р. \| 2003 р. \| \| -------------------------------------- \| ------------------- \| ------------------- \| \| Конвергенція та Єднання (CiU) \| 61,4% \| 64,8% \| \| Соціалістична партія Каталонії (PSC) \| 0,0% \| 0,0% \| \| Народна партія (PP) \| 0,0% \| 0,0% \| \| Ініціатива за Каталонію — Зелені (ICV) \| 0,0% \| 0,0% \| \| Республіканська лівиця Каталонії (ERC) \| 38,6% \| 35,2% \| \| Громадяни — Громадянська партія (C's) \| 0% \| 0% \| \| Інші \| 0,0% \| 0,0% \| |         |         |
| Муніципальні вибори |         |         |
| Рік | 2007 р. | 2003 р. |
| Конвергенція та Єднання (CiU) | 61,4%   | 64,8%   |
| Соціалістична партія Каталонії (PSC) | 0,0%    | 0,0%    |
| Народна партія (PP) | 0,0%    | 0,0%    |
| Ініціатива за Каталонію — Зелені (ICV) | 0,0%    | 0,0%    |
| Республіканська лівиця Каталонії (ERC) | 38,6%   | 35,2%   |
| Громадяни — Громадянська партія (C's) | 0%      | 0%      |
| Інші | 0,0%    | 0,0%    |